# Kevin Serapio
Kevin José Serapio Oviedo (Puerto Cabezas, Nicaragua, 9 de abril de 1996), más conocido como Kevin Serapio, es un jugador profesional nicaragüense de fútbol que se desempeña en la posición de centrocampista en Managua Fútbol Club, equipo perteneciente a la Liga Primera de Nicaragua.

## Carrera
Serapio lleva jugando diez temporadas en el equipo Managua Fútbol Club, con el cual salió campeón de la Liga Primera de Nicaragua en una oportunidad. También es parte de la Selección de fútbol de Nicaragua.